# Recensement des États-Unis de 1820
Le recensement des États-Unis de 1820 est un recensement de la population lancé le 7 août 1820 aux États-Unis, qui comptaient alors 9 638 453 habitants dont 1 538 022 esclaves.
| Rang | Ville                             | État                              | Habitants |
| ---- | --------------------------------- | --------------------------------- | --------- |
| 1    | New York                          | État de New York                  | 123 706   |
| 2    | Philadelphie                      | Pennsylvanie                      | 63 802    |
| 3    | Baltimore                         | Maryland                          | 62 738    |
| 4    | Boston                            | Massachusetts                     | 43 298    |
| 5    | La Nouvelle-Orléans               | Louisiane                         | 27 176    |
| 6    | Charleston                        | Caroline du Sud                   | 24 780    |
| 7    | Northern Liberties Township (en)  | Pennsylvanie                      | 19 678    |
| 8    | Southwark (en)                    | Pennsylvanie                      | 14 713    |
| 9    | Washington (district de Columbia) | Washington (district de Columbia) | 13 247    |
| 10   | Salem                             | Massachusetts                     | 12 731    |